# Кирово (Карагандинская область)
Кирово (каз. Кирово) — село в Жанааркинском районе Карагандинской области Казахстана. Входит в состав Сейфуллинского сельского округа. Код КАТО — 354463400.

## Население
В 1999 году население села составляло 178 человек (91 мужчина и 87 женщин). По данным переписи 2009 года, в селе проживало 135 человек (65 мужчин и 70 женщин).